# Narcissus flavus
Narcissus flavus är en amaryllisväxtart som beskrevs av Mariano Lagasca y Segura. Narcissus flavus ingår i släktet narcisser, och familjen amaryllisväxter. Inga underarter finns listade i Catalogue of Life.